# Мультикамерный разрядник
Мультикамерный разрядник – вид разрядника, предназначенный для предотвращения перекрытий линейной изоляции воздушных линий электропередачи, а также сопутствующих этому повреждений и отключений, вызванных атмосферными перенапряжениями.

## Характеристики
Мультикамерные разрядники состоят из разрядного элемента и узла крепления к арматуре воздушной линии. Разрядный элемент представляет собой мультикамерную систему, включающую несколько дугогасящих камер.
Устройство основано на принципе гашения импульсной дуги, возникшей в результате индуктированных перенапряжений. Гашение происходит почти мгновенно, поэтому электрическая прочность мультикамерной системы восстанавливается за несколько микросекунд.
Мультикамерные разрядники применяются с целью защиты воздушных линий электропередачи трехфазного переменного тока от отключений и повреждений, возникающих в результате воздействия индуктированных перенапряжений, обратных перекрытий и прямых ударов молнии.
Для распределительных воздушных линий электропередачи соотношение между прямыми ударами молнии и индуктированными перенапряжениями составляет в среднем 10-20% к 80-90% (для средней полосы России – 20-30%).
По сравнению со своим предшественником – длинно-искровым разрядником, мультикамерный разрядник рассчитан на больший ток короткого замыкания, что делает его применимым для более широкого спектра ВЛ, а также обладает большей компактностью.

## Применение
Используются для высоковольтных линий с любыми видами опор (железобетонными, металлическими, деревянными), изоляторов (штыревыми, натяжными, подвесными, фарфоровыми, стеклянными, полимерными), и проводов, как защищенными, так и неизолированными.
Были разработаны в середине 2000-х годов в АО «НПО «Стример».
В настоящее время данный тип разрядников широко применяется на линиях электропередач в филиалах ПАО «Россети» и других сетевых организациях.